# Балтаджилар
Балтаджилар (на гръцки: Πελεκητή, Пелекити, до 1927 година Μπαλτατζιλάρ, Балтадзилар) е село в Република Гърция, разположено на територията на дем Бук (Паранести), област Източна Македония и Тракия.

## География
Селото е разположено на 350 m надморска височина в северозападните склонове на Чалдаг.

## История
В края на XIX век Балтаджилар е село в Драмска кааза на Османската империя. До 1924 година населението му е турско.
След Междусъюзническата война попада в Гърция. В преброяванията от 1913 и 1920 година е броено към Козлукьой. В средата на 20-те години малкото му турски жители се изселват и на тяхно място са настанени няколко семейства гърци бежанци. В 1927 година името на селото е сменено на Пелитики.
Населението произвежда жито, тютюн и други земеделски култури.
| Година    | 1913 | 1920 | 1928 | 1940 | 1951 | 1961 | 1971 | 1981 | 1991 | 2001 | 2011 | 2021 |
| --------- | ---- | ---- | ---- | ---- | ---- | ---- | ---- | ---- | ---- | ---- | ---- | ---- |
| Население |      |      | 57   | 105  | 153  | 113  | 26   | 23   | 35   | 26   | 13   | 3    |